# Stomma kulle

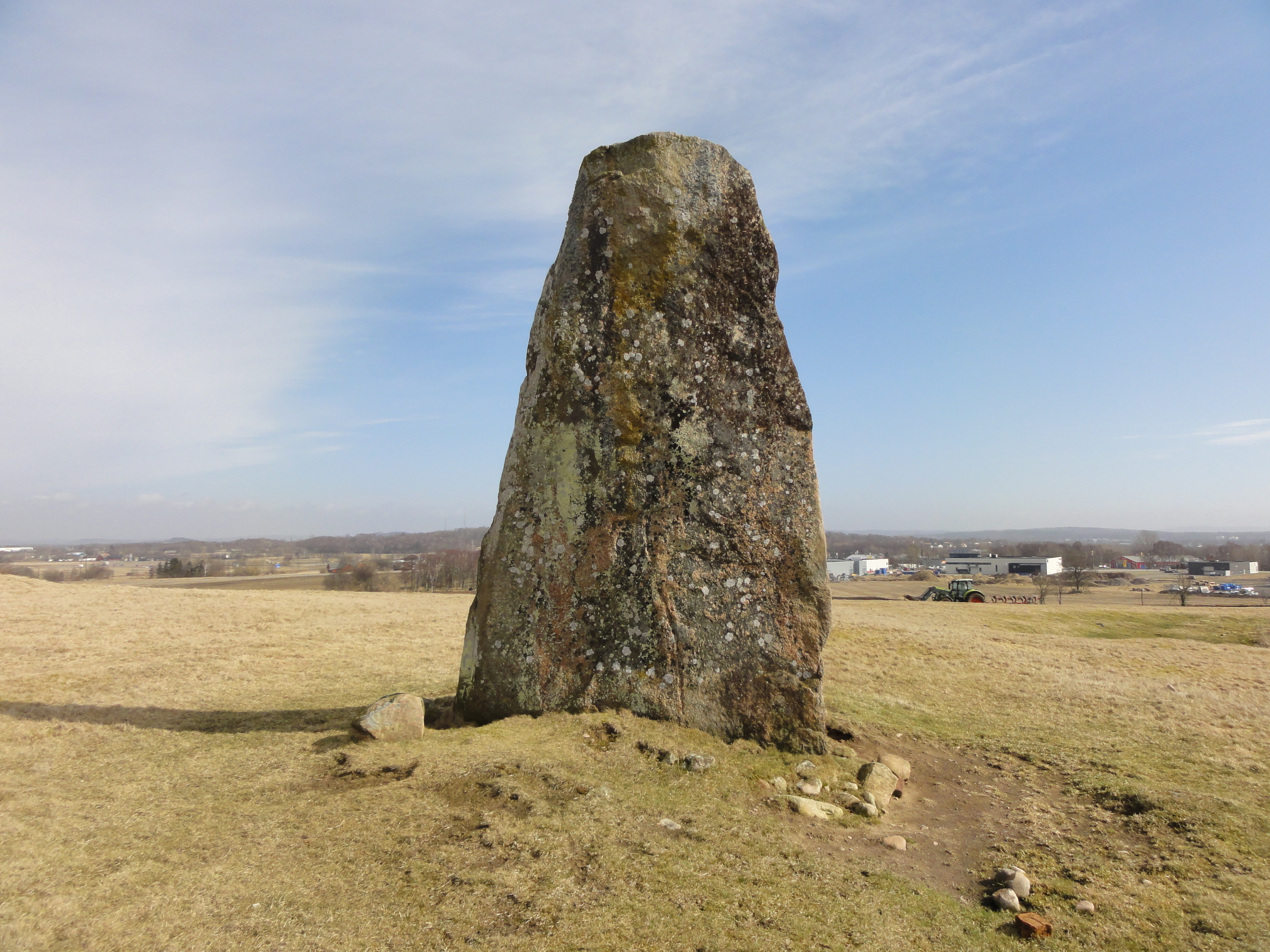
Stomma kulle

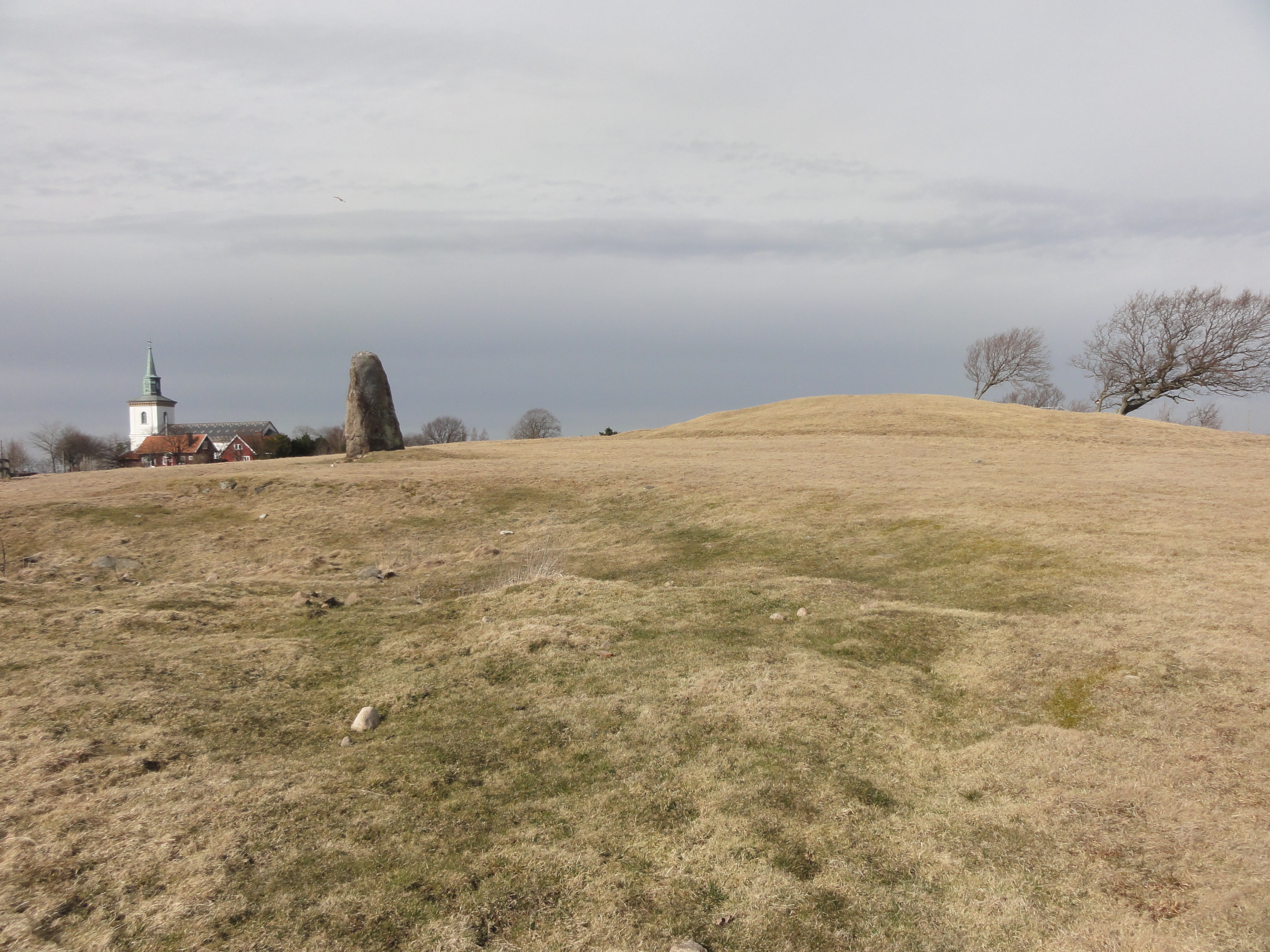
Stomma kulle, Stafsinge kyrka

Stomma kulle är en gravhög från järnåldern som ligger strax sydost om Stafsinge kyrka i Falkenbergs kommun. Den är 35 meter i diameter och 3,5 meter hög. Med över 35 meter i diameter tillhör högen kungskögarna. Toppen är avplanad och ytan deformerad av fem gropar. Från toppen har man vacker utsikt över den kringliggande bygden. I närheten står en 3,4 meter hög rest sten.

## Järnåldersbosättningar
I samband med järnvägsutbyggnad grävdes centralplats från järnåldern ut. Bosättningen fanns kvar på Stafsinge under nästan 1000 år, från 400 till 1300 e.Kr. Utgrävningen finns dokumenterad i Påvel Niklassons A Central Place ar Stafsinge, Halland, and Some Thoughts on the Significance of the Periphery during the Late Iron Ag. and Middle Ages. Högen är registrerad som Stafsinge RAÄ nr 116 i fornsök. Tar man hänsyn till de äldre lösfynden från Stafsinge kan tre faser i utvecklingen dokumenteras. Kungshögen är troligen kopplad till storgården från järnåldern,
1. Första stadiet med järnåldersgården började omkring 400 e.Kr. och är bara känd genom lösfynd. Gården vid Stafsinge anläggs samtidigt som den mera kända storgården vid Slöinge som är bel.gen på cirka 10 kilometer avstånd, Det finns flera platser i Halland, som kan ha haft liknande storgårdar. Analysen börjar med dessa storgårdar som dominerade landskapet. Maktstruktur i Halland växer under sen järnålder ur dessa storgårdar. Dessa platser bör förstås inte ur nordiskt utan som perifera delar av det europeiska ekonomiskt system baserat på plundring i stor skala som kom till i slutskedet av det Romerska imperiet.
2. En handelsplats identifieras med det bevarade namnet Kaupstadh och den liknar köpingarna i Skåne. Silverhorder från Stafsinge och falkenbergsområdet daterades grunden  till första hälften av 1000-talet och har ett samband med handelsplatsen. 1000-talet är på många sätt en okånd tid. Före var samhället dominerat av en barbarisk järnålderskultur. Efteråt fanns tre kristna nordiska riken med liknande struktur som andra europeiska riken. Regionala drag att ta hänsyn till i Hallandär att den centrala platsen i Slöinge blir övergiven och det finns inga lösfynd som påvisar storgårdar i andra delar av Halland. Mindre undantag är vissa kustplatser där handeln koncentrerades och troligen har de också haft andra funktioner. Handelsplatserna ingår i ett nätverk av handelsplatser sträcker sig från Hedeby till Kaupang  i södra Norge och även vidare utmed norska kusten.
3. En medeltida storgård fanns på platsen vid slutet av 1100-talet till senare delen av 1300-talet. Denna gård kan ha varit en del av  Kaupstadh vid Ätran som enligt Håkon Godes saga plundrades. Det kan vara möjligt att tolka utvecklingen som en fortsättning på föregående fas i slutet av förhistorisk tid. Nya funktioner får gården då kyrkan tillkommer i närområdet ett par hundra meter bort. Gårdens herre blev troligen beskyddare av kyrkan. En annan tolkning är att knyta den nya herrgården till inre strider mellan det danska kungaväldet och den lokala aristokratin i Halland under 1170-talet.[1]